# Catena Cavallo-Visentin

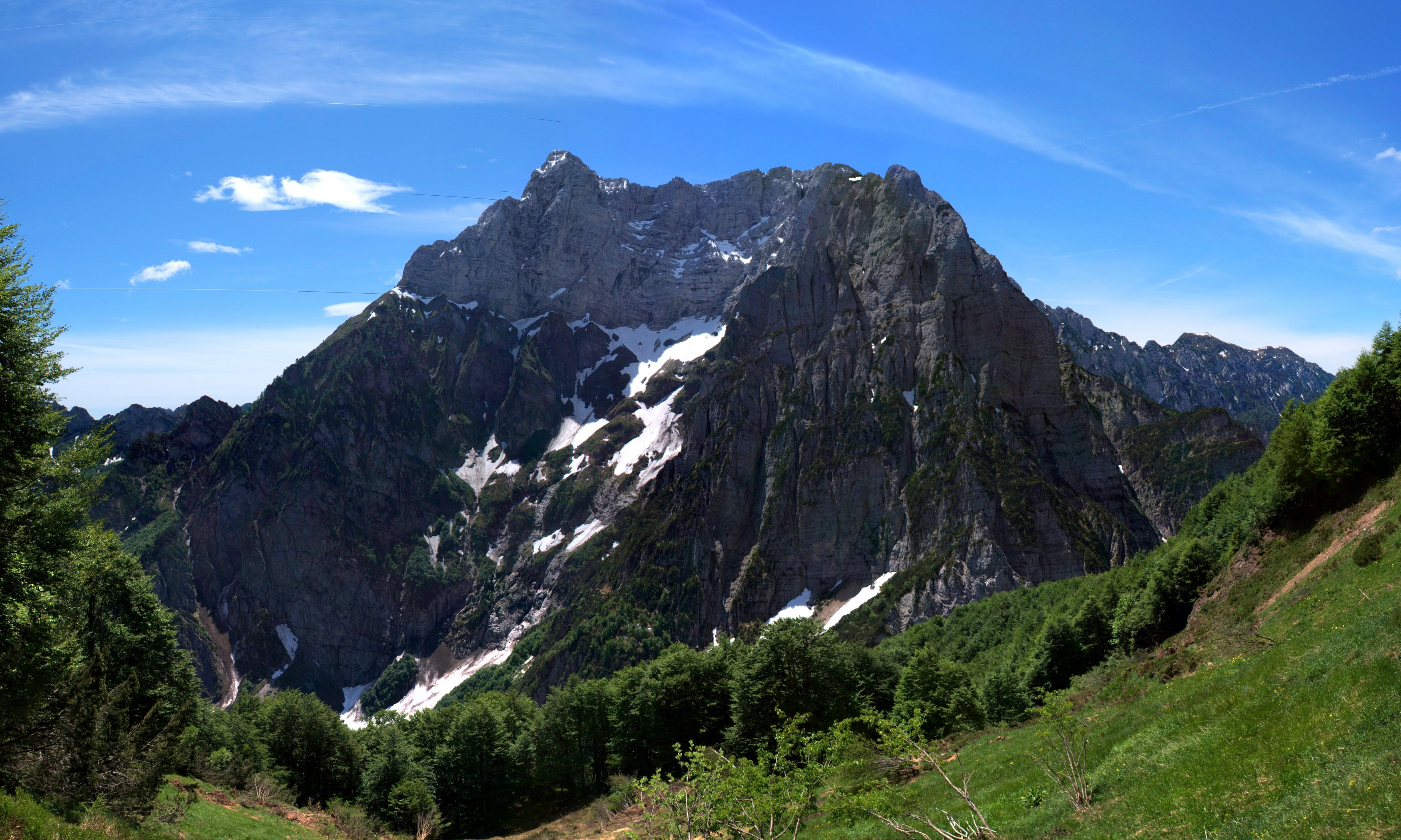
Il col Nudo, cima principale del gruppo

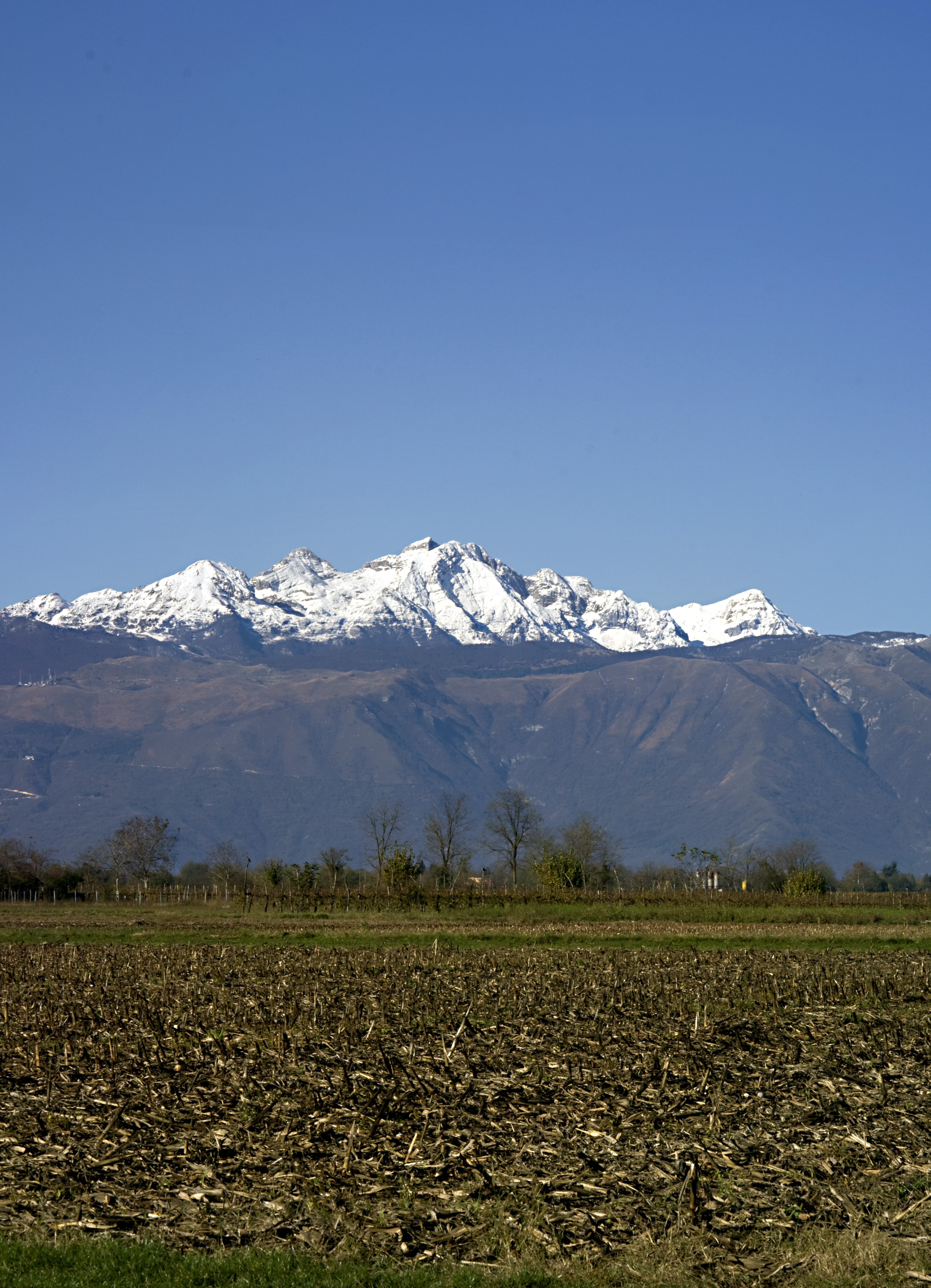
Il gruppo del Monte Cavallo.

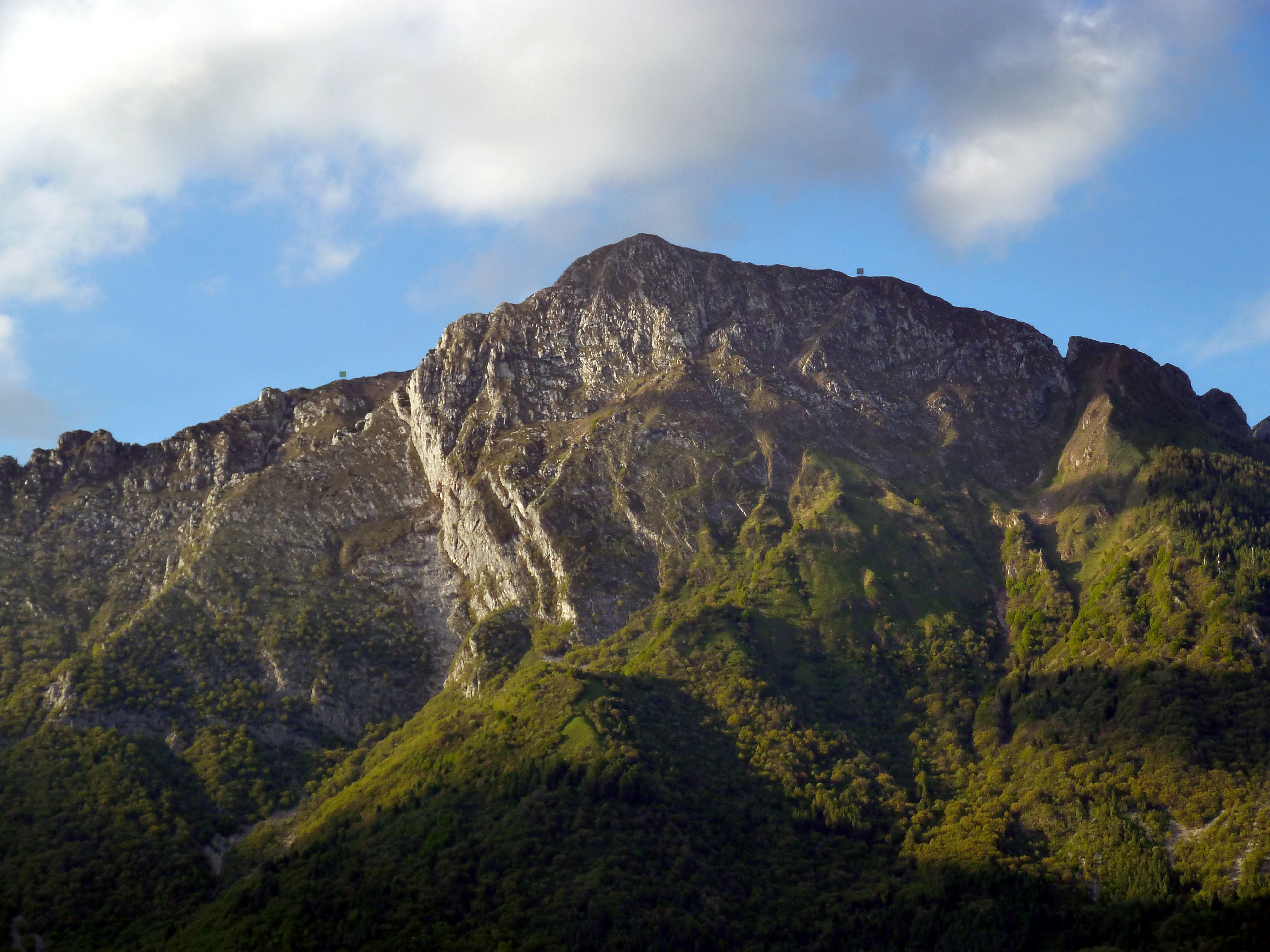
Monte Dolada

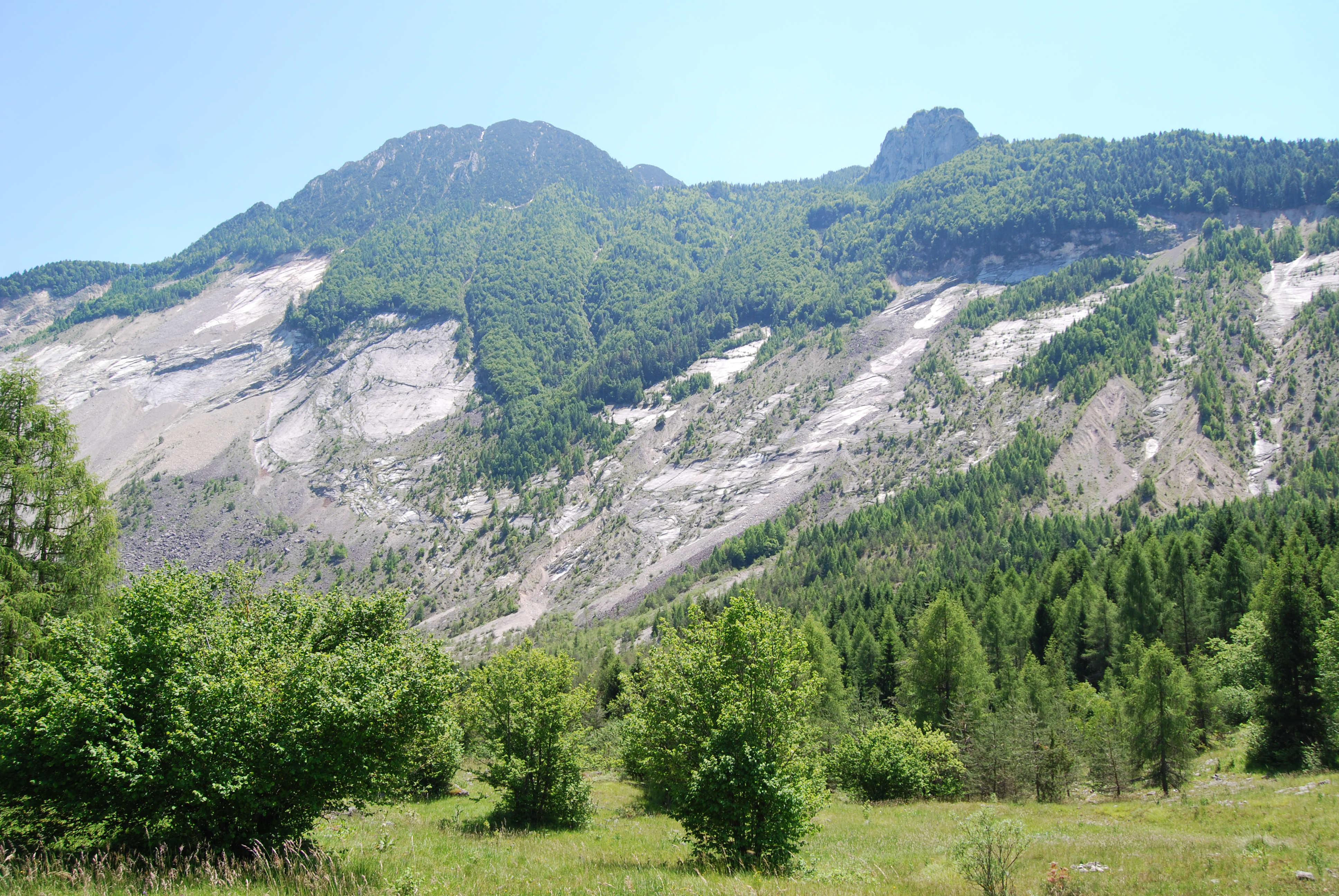
Monte Toc

La Catena Cavallo-Visentin è un gruppo montuoso delle Prealpi Bellunesi (nelle Prealpi Venete). Si trova in Veneto (provincia di Belluno e provincia di Treviso) e in Friuli-Venezia Giulia (provincia di Pordenone). Costituisce la parte orientale delle Prealpi Bellunesi e raggiunge la massima elevazione con il Col Nudo (2.472 m). A nord di esso iniziano le Prealpi Carniche con le Dolomiti Friulane (o Dolomiti d'Oltrepiave).

## Classificazione
Secondo la SOIUSA la Catena Cavallo-Visentin è un supergruppo alpino con la seguente classificazione:
- Grande parte = Alpi Orientali
- Grande settore = Alpi Sud-orientali
- Sezione = Prealpi Venete
- Sottosezione = Prealpi Bellunesi
- Supergruppo = Catena Cavallo-Visentin
- Codice = II/C-32.II-B

## Delimitazioni
Ruotando in senso orario i limiti geografici sono: Passo di sant'Osvaldo, Valcellina, Piana di Pordenone, Colline di Conegliano, fiume Piave, Valle del Vajont, Passo di sant'Osvaldo.

## Suddivisione
Secondo la SOIUSA la Catena Cavallo-Visentin è ulteriormente suddivisa in due gruppi e quattro sottogruppi:
- Gruppo Col Nudo-Cavallo (1)
  - Sottogruppo del Col Nudo[2] (1.a)
  - Sottogruppo del Cavallo[3] (1.b)
- Gruppo del Visentin[4] (2)
  - Dorsale del Col Visentin (2.a)
  - Dorsale del Prendul (2.b)

## Vette
Alcune delle vette principali della Catena Cavallo-Visentin sono:
- Col Nudo - 2.472 m
- Monte Teverone - 2.346 m
- Cimon del Cavallo - 2.251 m
- Monte Messer - 2.230 m
- Monte Dolada - 1.938 m
- Monte Toc - 1.921 m
- Col Visentin - 1.768 m
- Millifret - 1.581 m
- Monte Cesen - 1.570 m
- Monte Pizzoc - 1.565 m
- Monte Orsere - 1.506 m
- Monte Cimon - 1.438 m
- Monte Pezza - 1.433 m
- Monte Prenduol - 1.373 m
- Col dei Moi - 1.358 m
- Monte Crep - 1.346 m
- Col di Vernada - 1.321 m
- Col Moscher - 1.245 m

## Galleria d'immagini

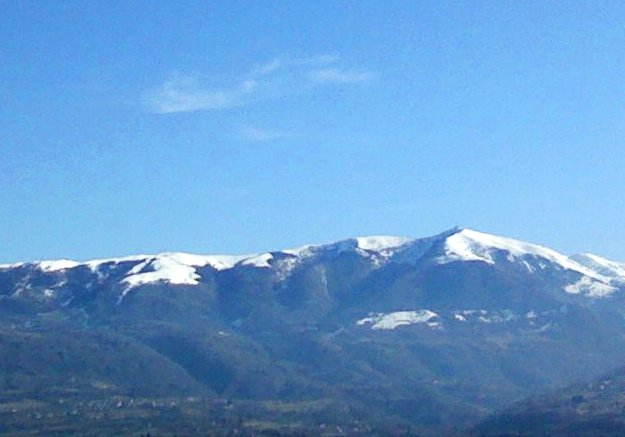
Col Visentin
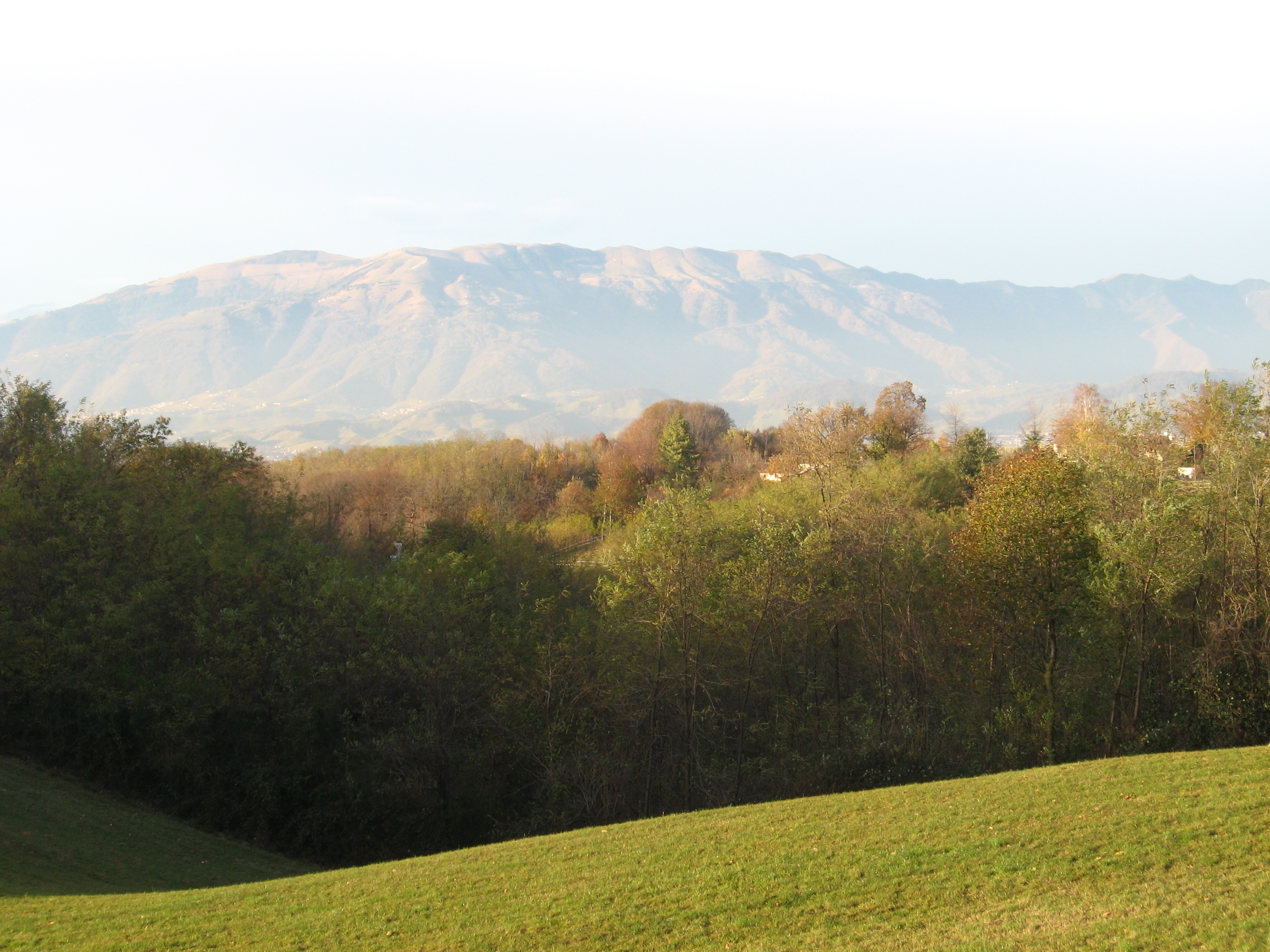
Monte Cesen
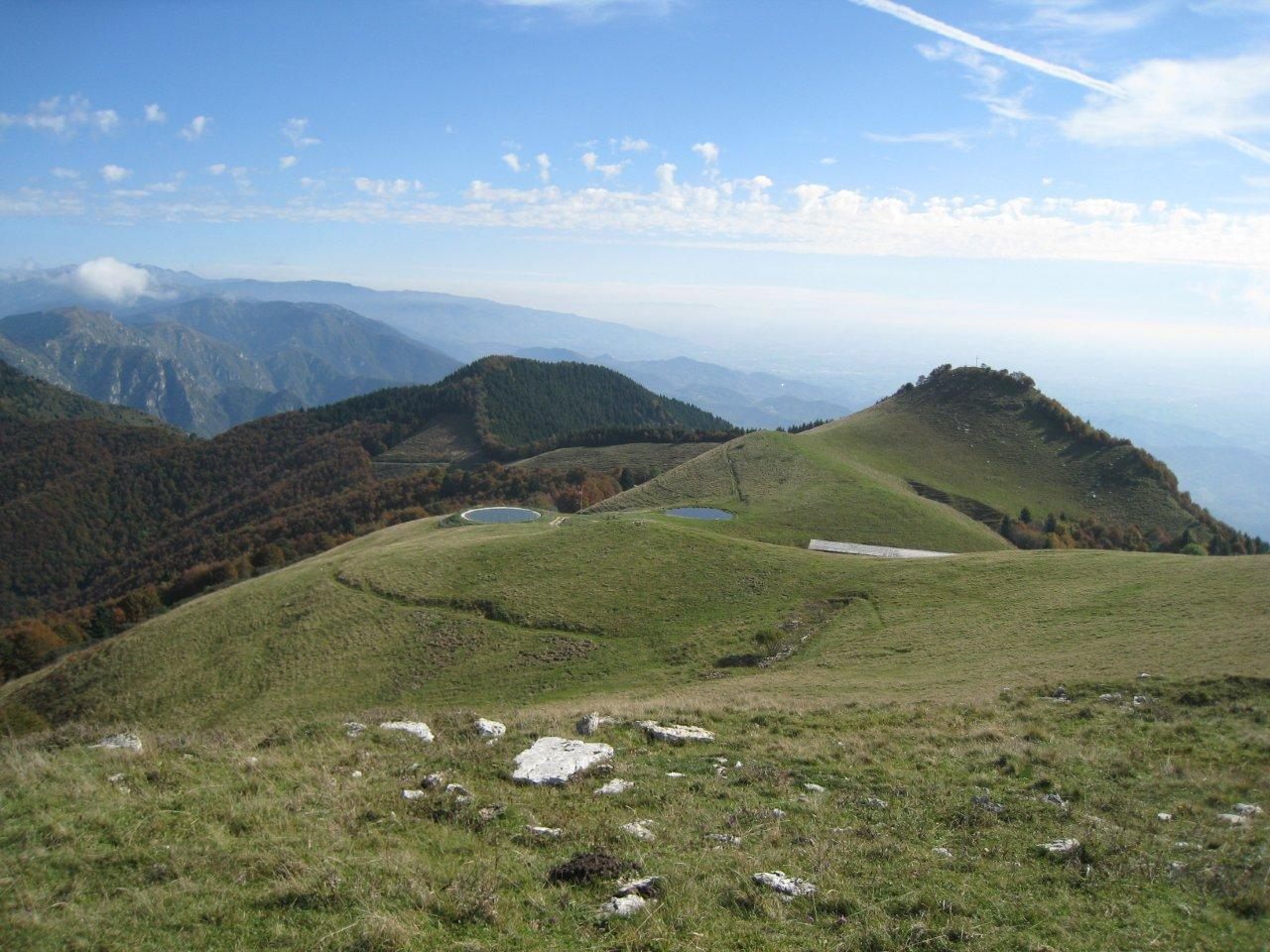
Monte Prenduol